# Nguyễn Văn Thiệu
Nguyễn Văn Thiệu (Phan Rang-Tháp Chàm, 5 aprile 1923 – Boston, 29 settembre 2001) è stato un generale e politico vietnamita, presidente e dittatore del Vietnam del Sud dal 1965 al 1975.

## Biografia
Nato in un villaggio costiero, nel Vietnam centrale, Thieu era il figlio di un piccolo proprietario terriero e da giovane si unì ai Viet Minh, guidati da Ho Chi Minh, il cui scopo era quello di liberare il Vietnam dal colonialismo francese; lasciò il movimento nel 1946. Thieu inizialmente frequentò l'Accademia della Marina Mercantile, ma qualche tempo dopo venne trasferito all'Accademia Militare Nazionale di Dalat nel 1949.
Nel 1951, dopo la laurea, riuscì a diventare tenente dell'esercito vietnamita organizzato dai francesi e che appoggiava l'imperatore Bảo Đại il quale aveva a sua volta accettato di collaborare con la potenza coloniale osteggiando di conseguenza i Viet Minh; a partire dal 1955, dopo il ritiro dei francesi, Thieu fu nominato tenente colonnello dell'esercito della neonata Repubblica del Vietnam del Sud.
Nel 1963, Thieu partecipò al colpo di Stato che rovesciò il governo dell'allora capo di Stato Ngô Đình Diệm, e nel 1967 venne eletto Presidente del Vietnam del Sud con il 38% dei consensi, mantenendo questa carica fino a pochi giorni prima la caduta di Saigon avvenuta nel 1975. In poco tempo il neo-presidente impose al paese un duro regime: fu istituita la polizia segreta che perseguitò gli avversari politici, creò un partito politico che egemonizzò il potere esecutivo e svuotò il parlamento di ogni funzione e soprattutto, mise in posti chiave dell'esercito e del governo uomini a lui estremamente fedeli (molti di questi erano anche suoi parenti), in modo da scongiurare il pericolo di un golpe ai suoi danni. Il regime di Thieu si caratterizzò per nepotismo e corruzione, anche a discapito dell'efficienza militare e amministrativa, causando una forte opposizione, di destra e di sinistra non comunista (nota come terza forza). Il numero esatto dei prigionieri politici nel viet-nam durante gli anni '70 non è noto, secondo Amnesty International, su dati raccolti grazie ad organizzazioni caritatevoli cristiane e buddiste, doveva aggirarsi sulle 200.000 unità, di cui tra la metà e i due terzi comunisti.
Nel 1971, Thieu si candidò per la rielezione, ma la sua reputazione di tiranno e corrotto suscitò l'indignazione dei suoi avversari politici che cercarono di osteggiarlo rifiutandosi di partecipare al suffragio. Come candidato unico, Thieu in questo modo fu facilmente rieletto, beneficiando di un elevato (e sospetto) 94% delle preferenze.
Poco prima dell'abbandono del Vietnam del Sud da parte degli USA e della vittoria dei comunisti del Vietnam del Nord, nel 1975, Thieu si dimise e lasciò il paese per Taiwan. Nel 1979 si stabilì nel Surrey, in Inghilterra e poi a Boston negli anni novanta. Morì nel 2001 all'Ospedale Beth Israel di Boston.